# Tverdarøy
Tverdarøy est une île dans le landskap Sunnhordland du comté de Vestland. Elle appartient administrativement à Fitjar.

## Géographie
Rocheuse et pratiquement désertique, elle s'étend sur environ 1,370 km de longueur pour une largeur approximative de 370 m. Elle compte une dizaine d'habitations. 